# Enfärgad trädklättrare
Enfärgad trädklättrare (Hylexetastes uniformis) är en fågel i familjen ugnfåglar inom ordningen tättingar.

## Levnadssätt
Enfärgad trädklättrare är en stor trädklättrare med kraftig näbb. Den gör skäl för sitt namn med helt enfärgat rostbrun fjäderdräkt utan tvärband eller längsgående streck. Noterbart är den kraftiga sotröda näbben, det otecknade ansiktet och den brunaktiga strupen utan konstraterande vitt. Vattrad trädklättrare har också rödaktig näbb, men enfärgade trädklättrarens är kraftigare och fjäderdräkten mer enfärgad. Sången som vanligen avges i gryningen består av en vittljudande hes vissling som upprepas tre till fyra gånger, mycket olikt andra trädklättrare.

## Utbredning och systematik
Enfärgad trädklättrare delas in i två underarter med följande utbredning:
- Hylexetastes uniformis uniformis – sydöstra Amazonområdet
- Hylexetastes uniformis brigidai – nordcentrala Brasilien

Underarten brigidai urskildes tidigare som en egen art, men inkluderas sedan 2023 allmänt i arten. Tidigare kategoriserades enfärgad trädklättrare som en del av rödnäbbad trädklättrare (H. perrotii).

## Levnadssätt
Enfärgad trädklättrare hittas i högväxt regnskog, men även något mer lågväxt skog på sandig jord. Den klättrar utmed trädstammar och större grenar i skogens mellersta och övre skikt, på jakt efter insekter och små ryggradslösa djur som den plockar i barksprickor. Ibland följer den svärmande vandringsmyror för att fånga byten som flyr i deras väg.

## Status
Arten tros minska kraftigt till följd av avskogningen i Amazonområdet, så pass att den anses vara utrotningshotad. Internationella naturvårdsunionen IUCN placerar den i kategorin sårbar (VU).